# 喬夫諾維齊亞
49°21′35″N 29°27′56″E / 49.35972°N 29.46556°E
喬夫諾維齊亞（烏克蘭語：Човновиця），是烏克蘭的村落，位於該國西南部文尼察州，由文尼察區負責管轄，始建於1570年，面積2.76平方公里，海拔高度245米，2001年人口831，人口密度每平方公里300.87人。